# Linia kolejowa nr 221
Linia kolejowa nr 221 – drugorzędna, jednotorowa, prawie w całości niezelektryfikowana linia kolejowa, po linii kursują pociągi regionalne w relacji Olsztyn – Braniewo, część z nich wydłużona jest do stacji Chorzele, przez Szczytno i Wielbark. Oprócz regularnych przewozów na linii sporadycznie pojawiają się także pociągi turystyczne Hansa Express i Classic Courier.